# Salvatore Rossi
Pour les articles homonymes, voir Rossi.
Salvatore Rossi (né le 6 janvier 1949 à Bari) est un banquier et économiste italien, directeur général de la Banque d'Italie depuis 2013.